# Seznam večerníčků
Seznam večerníčků obsahuje seriály, které byly vysílány v rámci pořadu Večerníček.
| Název                                         | Premiéra   | ČT  | DVD | kniha | Země                         | Alt. názvy, poznámky                                                         |
| --------------------------------------------- | ---------- | --- | --- | ----- | ---------------------------- | ---------------------------------------------------------------------------- |
| ...A je to!                                   | 1982/11/23 | (▶) | 💿  |       |                              |                                                                              |
| Africké pohádky                               | 1972/04/06 |     |     |       |                              |                                                                              |
| Ahoj, bráško!                                 | 1994/08/29 |     |     |       | Slovensko                    | Ahoj, braček!                                                                |
| Ahoj, nebe!                                   | 1987/11/17 | X   |     |       |                              |                                                                              |
| Andersenovy pohádky                           | 1974/04/14 | X   |     |       |                              |                                                                              |
| Anička skřítek a Slaměný Hubert               | 1983/12/16 | ▶   |     | 📖    |                              |                                                                              |
| Autíčko s červeným srdcem                     | 1987/03/11 | ▶   | 💿  |       |                              |                                                                              |
| Balabánci                                     | 1993/11/08 | X   |     |       |                              |                                                                              |
| Bambulka a Bazilínek                          | 1994/01/24 | X   |     |       |                              |                                                                              |
| Barney                                        | 1993/10/13 |     |     |       | Spojené království           | (název je stejný jako v původním znění)                                      |
| Béďa rošťák                                   | 1994/02/25 |     |     |       |                              |                                                                              |
| Běla a malý čaroděj                           | 1996/05/15 | X   |     |       |                              |                                                                              |
| Berta a Ufo                                   | 2007/12/11 | ▶   |     | 📖    |                              |                                                                              |
| Bertíkův pohádkový kolotoč                    | 1971/09/09 |     |     |       |                              |                                                                              |
| Bertíkův pohádkový zvěrokruh                  | 1970/09/15 |     |     |       |                              |                                                                              |
| Bílá paní na hlídání                          | 2013/10/10 | ▶   | 💿  | 📖    |                              |                                                                              |
| Bob a Bobek – králíci z klobouku              | 1979/12/11 | (▶) | 💿  | 📖    |                              |                                                                              |
| Bob a Bobek na cestách                        | 2003/05/02 | X   | 💿  |       |                              |                                                                              |
| Bodrík                                        | 1977/04/20 |     |     |       | Slovensko                    | Príhody psíka Bodríka                                                        |
| Bolek a Lolek                                 | 1990/06/28 | X   | 💿  |       | Polsko                       | Bolek a Lolek a jejich příběhy, Bolek i Lolek                                |
| Bolek a Lolek na Divokém západě               | 1976       |     | 💿  |       | Polsko                       | Bolek i Lolek na Dzikim Zachodzie                                            |
| Bolek a Lolek na prázdninách                  | 1975/10/17 |     | 💿  |       | Polsko                       | Bolek i Lolek na wakacjach                                                   |
| Bolek a Lolek vyjíždějí do světa              | 1976/01/08 |     | 💿  |       | Polsko                       | Bolek a Lolek vyrážejí do světa, Bolek i Lolek wyruszają w świat             |
| Borůvka a Kvítko                              | 1977/09/08 | X   |     |       |                              |                                                                              |
| Bráškové                                      | 2003/12/25 | ▶   | 💿  | 📖    |                              |                                                                              |
| Broučci (1967)                                | 1967/04/09 | ▶   |     | 📖    |                              |                                                                              |
| Broučci (1995)                                | 1995/12/23 | ▶   | 💿  | 📖    |                              |                                                                              |
| Broučci: Dobrodružství na pasece              | 1998       |     | 💿  |       |                              | Broučci 2                                                                    |
| Broučkova rodina (Broučci III)                | 2000/12/30 | ▶   | 💿  |       |                              |                                                                              |
| Bubáci a hastrmani                            | 1999/12/21 | (▶) | 💿  | 📖    |                              |                                                                              |
| Bubetka a Smítko                              | 1978/06/17 | X   |     |       |                              |                                                                              |
| Bubla Fráček                                  | 1992/10/18 | ▶   |     |       |                              |                                                                              |
| Bugo a Pikola                                 | 1998/10/29 | X   |     |       |                              |                                                                              |
| Byla jednou koťata                            | 1977/02/13 | ▶   |     | 📖    |                              |                                                                              |
| Calimero                                      | 1973/01/18 |     | 💿  |       | Itálie                       | (název je stejný jako v původním znění)                                      |
| Cesta do hlubin kočičí duše                   | 1989/10/09 | X   |     |       |                              |                                                                              |
| Cesta tří králů                               | 2002/12/27 |     |     |       |                              |                                                                              |
| Cesty formana Šejtročka                       | 1993/12/28 | X   | 💿  | 📖    |                              |                                                                              |
| Co je co                                      | 1973/03/27 |     |     |       |                              |                                                                              |
| Co se děje v trávě                            | 1988/10/10 |     |     |       | Itálie · Švýcarsko           | Lilliput-put                                                                 |
| Co vyprávěl strom Kandalí                     | 1975/11/25 | X   | 💿  | 📖    |                              |                                                                              |
| Cvalda Olda                                   | 1983/05/20 | ▶   |     |       |                              |                                                                              |
| Cvoček astronautem                            | 1973/12/13 | ▶   |     |       |                              |                                                                              |
| Čajda a Obřisko                               | 1984/10/09 |     |     |       |                              |                                                                              |
| Čaroděj z nafukovacího stromu                 | 2008/10/27 | ▶   |     |       |                              |                                                                              |
| Čarodějné pohádky                             | 2002/01/25 | ▶   | 💿  |       |                              |                                                                              |
| Čárymáry s veverkou                           | 1977/09/22 |     |     |       |                              |                                                                              |
| Černobílý Petr                                | 1976/09/16 | ▶   |     |       |                              |                                                                              |
| České pohádky                                 | 1968       | X   |     |       |                              |                                                                              |
| Čipera                                        | 1984/03/09 |     |     |       | Rumunsko                     | Balanel                                                                      |
| Čtyři uši na mezi                             | 2006/01/14 | X   | 💿  | 📖    |                              |                                                                              |
| Čtyřlístek                                    | 2024/02/14 | ▶   | 💿  | 📖    |                              |                                                                              |
| Dášeňka                                       | 1979/12/24 | ▶   | 💿  | 📖    |                              |                                                                              |
| Delfín Filík                                  | 1991/04/16 | ▶   |     |       |                              |                                                                              |
| Detektivní kaleidoskop                        | 1970       |     |     |       |                              |                                                                              |
| Dětský zvěřinec                               | 2008/11/29 | X   |     | 📖    |                              |                                                                              |
| Dívejte se                                    | 1992/08/13 |     |     |       | Slovensko                    | Pozrite sa!                                                                  |
| Divoké sny Maxipsa Fíka                       | 1983/12/30 | X   | 💿  |       |                              |                                                                              |
| Do pohádky                                    | 2003/11/06 | X   | 💿  |       |                              |                                                                              |
| Dobré chutnání, Vaše lordstvo                 | 1996/10/09 | X   | 💿  |       |                              |                                                                              |
| Dobrodružství Bertíka Veverky                 | 1994/03/01 |     |     |       | Maďarsko                     | Misi mókus kalandjai                                                         |
| Dobrodružství kocoura Leopolda                | 1986/11/20 |     |     |       | Sovětský svaz                | Kot Leopold                                                                  |
| Dobrodružství Lapky a Ťapky                   | 1992/11/06 |     |     |       |                              |                                                                              |
| Dobrodružství na pasece                       | 1998/11/18 | X   |     |       |                              |                                                                              |
| Dobrodružství pavoučka Štěstíka               | 1985/03/24 | X   |     | 📖    |                              |                                                                              |
| Dobrodružství Péti Světošlápka                | 1979/10/26 | X   |     | 📖    |                              |                                                                              |
| Dobrodružství pod vrbami                      | 1999/05/24 | X   |     |       |                              |                                                                              |
| Dobrodružství veverky Zrzečky                 | 1969/10/23 | X   |     |       |                              |                                                                              |
| Doktor Animo                                  | 2007/10/26 | (▶) |     |       |                              |                                                                              |
| Doktor Bolíto                                 | 1975/11/02 |     |     |       |                              |                                                                              |
| Domeček u tří koťátek                         | 1983/09/13 | ▶   |     |       |                              |                                                                              |
| Domino a jeho kamarádi                        | 1976/02/02 |     |     |       | Slovensko                    | Domino a jeho kamaráti                                                       |
| Dorotka                                       | 1977/11/30 | (▶) | 💿  |       |                              | O Dorotce                                                                    |
| Drak nebožák                                  | 1977/10/10 |     |     |       | Slovensko                    | Drak neborák                                                                 |
| Drobné trampotky Petříka Sobotky              | 1983/08/24 |     |     |       |                              |                                                                              |
| Dům ve Sluneční ulici                         | 1989/07/11 |     |     | 📖    |                              |                                                                              |
| Dva ve fraku                                  | 1995/09/12 | X   |     | 📖    |                              |                                                                              |
| Ferda a jeho přátelé                          | 1980/09/28 |     |     |       | Spojené království           | Fred Basset                                                                  |
| Ferko a Ambrož                                | 1988/07/23 |     |     |       | Slovensko                    | Ferko a Ambróz                                                               |
| Flok a Flíček                                 | 1980/12/04 | X   |     |       |                              |                                                                              |
| Frak, postrach koček                          | 1977/05/19 |     |     |       | Maďarsko                     | Frakk, a macskák réme                                                        |
| Francouzské pohádky                           | 1976/05/28 | X   |     |       |                              |                                                                              |
| Gogo a Figi                                   | 2008/03/26 | ▶   | 💿  |       |                              |                                                                              |
| Gorilí povídání                               | 2015/03/28 | ▶   | 💿  |       |                              |                                                                              |
| Hajadla                                       | 2006/11/20 | (▶) | 💿  |       |                              |                                                                              |
| Havran Ric                                    | 1993/11/03 |     |     |       | Německo                      | Ric                                                                          |
| Hlemýžď Matěj a skřítek Vítek                 | 1982/04/05 |     |     |       | Slovensko                    | Slimák Maťo a škriatok Klinček                                               |
| Honza a beránek                               | 2020/12/09 | ▶   | 💿  | 📖    |                              |                                                                              |
| Honzík a Samuel aneb kudy vede cesta na sever | 2005/09/14 | ▶   | 💿  |       |                              |                                                                              |
| Honzíkova dobrodružství                       | 1974/11/29 |     |     |       | Francie                      | Joë le petit boum-boum                                                       |
| Hrnčíř Macek od Malacek                       | 1985/11/14 |     |     |       | Slovensko                    | Hrnčiar Macek                                                                |
| Hry Bolka a Lolka                             | 1981/05/24 | X   | 💿  |       | Polsko                       | Bolek a Lolek si hrají, Zabawy Bolka i Lolka                                 |
| Hup a Hop                                     | 1972/05/28 | X   |     | 📖    |                              |                                                                              |
| Hurvínek vzduchoplavcem                       | 1997/12/01 | X   |     |       |                              |                                                                              |
| Chaloupka na vršku                            | 2008/12/12 | (▶) | 💿  | 📖    |                              |                                                                              |
| Indiánské pohádky                             | 1974/03/17 |     |     |       |                              |                                                                              |
| Inspektor Fousek na stopě                     | 2009/10/24 | ▶   | 💿  | 📖    |                              |                                                                              |
| Indické pohádky                               | 1994/04/24 |     |     |       | Slovensko                    | Indické rozprávky                                                            |
| Já a můj pes                                  | 1971/12/24 |     |     |       |                              |                                                                              |
| Já Baryk                                      | 2002/04/28 | ▶   | 💿  | 📖    |                              |                                                                              |
| Jája a Pája                                   | 1987/01/14 | (▶) | 💿  | 📖    |                              |                                                                              |
| Jak to chodí u hrochů                         | 2000/11/09 | (▶) | 💿  | 📖    |                              |                                                                              |
| Jak zajíc přelstil líného hajného             | 1988/09/26 |     |     |       | Slovensko                    | Jak zajíc přechytračil líného myslivce, Ako zajac prekabátil lenivého horára |
| Jak Ťuk a Bzuk nechtěli, aby pršelo           | 1994/12/25 | X   | 💿  |       |                              |                                                                              |
| Jak Ťuk a Bzuk putovali za sluníčkem          | 1978/05/16 | ▶   | 💿  |       |                              | Ťuk a Bzuk                                                                   |
| Jehláček a Bodlinka                           | 1983/07/05 |     |     |       |                              |                                                                              |
| Jen počkej!                                   | 1974/09/07 |     | 💿  | 📖    | Sovětský svaz                | Jen počkej, zajíci!, Nu, pogodi!                                             |
| Jezevec Chrujda                               | 2022/09/01 | ▶   | 💿  | 📖    |                              |                                                                              |
| Ježeček Pícháček                              | 1979/07/09 |     |     |       |                              |                                                                              |
| Kač, kač, kač                                 | 1994/08/15 |     |     |       | Slovensko                    | (název je stejný jako v původním znění)                                      |
| Kačírek Kvaki                                 | 1973/05/20 |     |     |       | Spojené státy americké       | Yakky Doodle                                                                 |
| Kajetán a Modrá liška                         | 2005/08/28 |     | 💿  |       |                              |                                                                              |
| Kamarádi pana Semtamťuka                      | 2001/09/19 |     |     |       |                              |                                                                              |
| Kamarádi, uličníci a medvídek Chlup           | 1987/09/29 |     |     |       |                              |                                                                              |
| Kamarádka Pimpa                               | 1989/09/08 | X   |     |       | Itálie                       | La Pimpa                                                                     |
| Karlík, zlatá rybka                           | 2010/11/18 | ▶   |     |       |                              |                                                                              |
| Kašpárek, Honza a drak                        | 1975/05/21 | ▶   |     |       |                              |                                                                              |
| Kašpárek, Honza a ti druzí                    | 1980/02/05 | ▶   |     |       |                              |                                                                              |
| Káťa a Škubánek                               | 1982/12/19 | (▶) | 💿  | 📖    |                              |                                                                              |
| Kavkazské pohádky                             | 1971/06/06 |     |     |       |                              |                                                                              |
| Kdo to klepe na dveře                         | 1996/03/25 |     |     |       | Estonsko                     | Kes koputab mu uksele?                                                       |
| Kdopak by se čertů bál                        | 2021/09/01 | ▶   | 💿  |       |                              |                                                                              |
| Klaun Am                                      | 1988/04/12 |     |     |       | Slovensko                    | (název je stejný jako v původním znění)                                      |
| Klaun Bozo                                    | 1994/10/25 |     |     |       | Spojené státy americké       | Bozo: The World's Most Famous Clown                                          |
| Klaun Kiri                                    | 1970/04/19 |     |     |       | Francie                      | Kiri le clown                                                                |
| Kleofášovy trampoty                           | 1991/05/17 |     |     |       |                              |                                                                              |
| Klok, Kloček a pes Dingo                      | 1995/12/04 | X   |     |       |                              |                                                                              |
| Kluci a hvězda                                | 1984/06/13 |     |     |       |                              |                                                                              |
| Kluci z mraveniště                            | 1983/05/10 |     |     |       | Slovensko                    | Bračekovia mravčekovia                                                       |
| Kluci ze zámku                                | 2000/04/20 | X   | 💿  | 📖    |                              |                                                                              |
| Kluci, pozor                                  | 1974/01/03 | X   |     |       |                              |                                                                              |
| Kluk a kometa                                 | 1965/01/02 | X   |     |       |                              | Pohádka o klukovi a kometě                                                   |
| Kocour Vavřinec a jeho přátelé                | 1980       | ▶   | 💿  | 📖    |                              |                                                                              |
| Kocour Vymňouk a jeho přátelé                 | 1980/04/08 |     |     |       |                              |                                                                              |
| Kocourek Filemon                              | 1985/01/30 |     |     |       | Polsko                       | Przygody kota Filemona                                                       |
| Kočka Linda, poklad rodiny                    | 2011/12/25 | ▶   |     |       |                              |                                                                              |
| Kodýtkova detektivní kancelář                 | 1971/09/29 | ▶   |     |       |                              | Kodýtkův detektivní seriál                                                   |
| Kokoškovi na cestách                          | 2019/04/17 | ▶   | 💿  |       |                              |                                                                              |
| Kokrháček a Kdákalka                          | 1977/07/04 |     |     |       | Maďarsko                     | Kukori és Kotkoda                                                            |
| Kominíček                                     | 1980/09/08 |     |     |       | Slovensko                    | Kominárik                                                                    |
| Koníček Largo                                 | 1973/11/20 |     |     |       |                              |                                                                              |
| Kosí bratři                                   | 1980/11/21 | X   | 💿  | 📖    |                              |                                                                              |
| Kosí bratři a větrný kohout                   | 1982/12/06 | X   | 💿  | 📖    |                              |                                                                              |
| Kotě z Kocourkova                             | 1992/12/24 | X   |     |       |                              |                                                                              |
| Koulelo se jablíčko                           | 1989/10/29 | (▶) | 💿  | 📖    |                              |                                                                              |
| Kouzelník Mařenka                             | 1982/05/23 |     |     | 📖    |                              |                                                                              |
| Kouzelník Žito                                | 1983/07/29 | X   | 💿  |       |                              |                                                                              |
| Kouzelný koberec                              | 1976/04/18 |     |     |       |                              |                                                                              |
| Kozlík Matěj                                  | 1972/02/08 |     |     |       | Polsko                       | Koziołek Matołek                                                             |
| Království květin                             | 1993/12/22 |     |     |       |                              |                                                                              |
| Králík Fiala                                  | 2011/11/08 | ▶   |     |       |                              |                                                                              |
| Krkonošské pohádky                            | 1974/04/30 | ▶   | 💿  | 📖    |                              | Krkonošská pohádka                                                           |
| Krokodýl Kryštof                              | 1994/08/22 |     |     |       | Spojené království           | Christopher Crocodile                                                        |
| Krysáci                                       | 2008/01/01 | ▶   | 💿  | 📖    |                              |                                                                              |
| Kryštof a nebeský kůň                         | 1986/03/28 | X   |     |       |                              |                                                                              |
| Kubula a Kuba Kubikula                        | 1986/12/26 | X   | 💿  | 📖    |                              |                                                                              |
| Ledová planeta Země                           | 1992/12/24 |     |     |       | Francie                      | Bouli                                                                        |
| Lískulka                                      | 1998/12/03 | X   |     | 📖    |                              |                                                                              |
| Lišák Leon                                    | 1987/09/11 |     |     |       | Polsko                       | Lis Leon                                                                     |
| Liška Bystrouška                              | 1973       | ▶   |     |       |                              |                                                                              |
| Lunetka, Martin a …                           | 1986/10/12 |     |     |       |                              |                                                                              |
| Lupy de Lup                                   | 1974       |     |     |       | Spojené státy americké       | Loopy de Loop                                                                |
| Lux a Delux                                   | 1992/06/05 |     |     | 📖    |                              |                                                                              |
| Lužickosrbské bajky                           | 1974/04/22 | X   |     |       |                              |                                                                              |
| Madla a Ťap                                   | 2007/02/24 | ▶   | 💿  | 📖    |                              |                                                                              |
| Mach a Šebestová                              | 1982/10/06 | ▶   | 💿  | 📖    |                              |                                                                              |
| Mach a Šebestová na cestách                   | 2005/11/19 | X   | 💿  | 📖    |                              |                                                                              |
| Mach a Šebestová na prázdninách               | 1999/12/08 | X   | 💿  | 📖    |                              |                                                                              |
| Makový mužíček                                | 1982/07/29 |     |     | 📖    | Slovensko                    | (název je stejný jako v původním znění)                                      |
| Malá čarodějnice                              | 1984/11/17 | X   | 💿  | 📖    |                              |                                                                              |
| Malá zlá kouzelnice                           | 1978/12/04 |     |     |       |                              |                                                                              |
| Malování na počkání                           | 1973/02/18 |     |     |       |                              |                                                                              |
| Malý král                                     | 2008/12/25 | ▶   |     |       |                              |                                                                              |
| Marcelko a děda Bonifác                       | 1987/05/31 |     |     |       | Slovensko                    | Marcelko a dědeček Bonifác, Marcelko a dedko Bonifác                         |
| Matylda                                       | 2000/10/14 | (▶) | 💿  | 📖    |                              |                                                                              |
| Maxipes Fík                                   | 1976/05/14 | X   | 💿  | 📖    |                              |                                                                              |
| Meduška                                       | 1972/11/26 |     |     |       | Slovensko                    | (název je stejný jako v původním znění)                                      |
| Medvídek Ušáček                               | 1982/09/14 |     |     | 📖    | Polsko                       | Miś Uszatek                                                                  |
| Méďa Béďa                                     | 1993/04/28 |     |     |       | Spojené státy americké       | Barney Bear                                                                  |
| Méďové                                        | 2001/01/22 | (▶) | 💿  | 📖    |                              |                                                                              |
| Méďové II - Povídání pro Aničku               | 2004/12/25 | (▶) | 💿  | 📖    |                              |                                                                              |
| Medvěd 09                                     | 1989/09/01 | ▶   |     | 📖    |                              |                                                                              |
| Medvídek Bojan                                | 1996/05/11 |     |     |       | Jugoslávie · Slovinsko       | Bojan                                                                        |
| Medvídek K                                    | 1973/08/31 |     |     |       |                              |                                                                              |
| Medvídek Paddy                                | 1984/09/12 |     |     |       | Spojené království           | Paddington                                                                   |
| Medvídek Petzi                                | 1977/08/19 |     |     |       | Dánsko · Belgie              | Rasmus Klump, Petzi                                                          |
| Medvídek Sněhůlek                             | 1981/11/26 |     |     |       |                              |                                                                              |
| Mecháčkovy pohádky                            | 1983/10/23 |     |     |       | Maďarsko                     | Pompomova dobrodružství, Pom Pom meséi                                       |
| Mire Bala Kale Hin (Romské pohádky)           | 2004/04/01 | ▶   |     |       | Česko · Finsko               | (název je stejný jako v původním znění)                                      |
| Mlsné medvědí příběhy                         | 2021/01/24 | ▶   | 💿  |       |                              |                                                                              |
| Mořeplavci                                    | 1986/06/02 |     |     |       | Slovensko                    | Moreplavci                                                                   |
| Mudra                                         | 1991/11/08 |     |     |       |                              |                                                                              |
| Musti                                         | 1995/09/11 |     |     |       | Belgie                       | (název je stejný jako v původním znění)                                      |
| My tři braši od muziky                        | 2000/03/21 | X   |     |       |                              |                                                                              |
| Na návštěvě u Spejbla a Hurvínka              | 1972/01/05 | X   | 💿  |       |                              |                                                                              |
| Nádherný sen Ferdinanda Nádherného            | 1994/01/04 |     |     |       |                              |                                                                              |
| Náš děda                                      | 1972       |     |     |       | Polsko                       |                                                                              |
| Nejkrásnější bajky světa                      | 1984/06/20 |     |     |       | Švýcarsko                    | Le più belle fiabe del mondo                                                 |
| Nejmenší slon na světě                        | 2013/09/13 | ▶   | 💿  |       |                              |                                                                              |
| Německé pohádky                               | 1973       | ▶   |     |       |                              |                                                                              |
| Neuvěřitelné příhody                          | 1973/04/29 |     |     |       | Slovensko                    |                                                                              |
| Neználkovy příhody                            | 1973/11/04 |     |     |       |                              |                                                                              |
| Nils a divoké husy                            | 1998/04/09 | X   |     | 📖    |                              |                                                                              |
| O cvrčkovi                                    | 1983/03/02 |     | 💿  |       |                              | Příběhy cvrčka a štěňátka                                                    |
| O človíčkovi                                  | 1987/05/11 | (▶) | 💿  | 📖    |                              |                                                                              |
| O Gulíkovi a Jepince                          | 1969/09/04 | X   |     |       |                              | Gulík a Jepinka                                                              |
| O hajném Robátkovi a jelenu Větrníkovi        | 1978/12/24 | (▶) | 💿  | 📖    |                              |                                                                              |
| O husičce Balbínce                            | 1966/10/06 |     |     |       | Polsko                       | Rożne przygody gąski Balbinki                                                |
| O chytré kmotře lišce                         | 1983/11/14 | X   | 💿  | 📖    |                              |                                                                              |
| O Kanafáskovi                                 | 2004/11/23 | (▶) | 💿  | 📖    |                              |                                                                              |
| O klukovi z plakátu                           | 1970/01/08 | (▶) | 💿  | 📖    |                              |                                                                              |
| O krtkovi                                     | 1975/04/05 | X   | 💿  | 📖    |                              | Krtkova dobrodružství                                                        |
| O Krakonošovi                                 | 1971/01/07 |     |     |       |                              |                                                                              |
| O Kubovi a Stázině                            | 1988/12/17 | X   | 💿  | 📖    |                              |                                                                              |
| O loupežnickém synku Cipískovi                | 1972/11/08 | X   | 💿  | 📖    |                              |                                                                              |
| O loupežníku Rumcajsovi                       | 1967/11/05 | X   | 💿  | 📖    |                              |                                                                              |
| O makové panence                              | 1972/12/21 | ▶   | 💿  | 📖    |                              | O makové panence a motýlu Emanuelovi                                         |
| O Markétce                                    | 1988/07/03 |     |     |       |                              |                                                                              |
| O Mikešovi                                    | 1978/07/07 | (▶) | 💿  | 📖    |                              | O kocouru Mikešovi a jeho přátelích                                          |
| O panence Apolence                            | 1981/09/21 |     |     |       | Slovensko                    | O panenke Apolienke                                                          |
| O panence Blažence                            | 1988/10/20 | ▶   |     |       |                              |                                                                              |
| O Petrovi                                     | 1976/08/27 |     |     |       | Slovensko                    | (název je stejný jako v původním znění)                                      |
| O pradědečkovi                                | 1965       | (▶) |     |       |                              |                                                                              |
| O Pratondovi                                  | 1992/09/03 |     |     |       |                              |                                                                              |
| O raráši Mlíkovi                              | 1999/05/04 | X   |     |       |                              |                                                                              |
| O Sazinkovi                                   | 1977/03/06 | (▶) | 💿  | 📖    |                              |                                                                              |
| O skřítku Chlupáčkovi                         | 1976/07/24 |     |     |       |                              |                                                                              |
| O skřítku Racochejlovi                        | 1997/12/24 | (▶) | 💿  | 📖    |                              |                                                                              |
| O světě                                       | 1979/03/19 |     |     |       |                              |                                                                              |
| O vepříku a kůzleti                           | 1970/12/06 | X   | 💿  | 📖    |                              |                                                                              |
| O Vítkovi a Majdalence                        | 1968/09/26 |     |     |       |                              |                                                                              |
| O vodníku Česílkovi                           | 1968/04/07 | ▶   | 💿  | 📖    |                              |                                                                              |
| O zvířátkách pana Krbce                       | 1980/12/27 | ▶   | 💿  | 📖    |                              |                                                                              |
| O škole na muřích nohách                      | 1992/10/27 |     |     |       |                              |                                                                              |
| Obrázková knížka                              | 1967/01/19 |     |     |       |                              |                                                                              |
| Olympiáda Bolka a Lolka                       | 1988/06/20 | X   | 💿  |       | Polsko                       | Olympiada Bolka i Lolka                                                      |
| Oštrozok                                      | 2002/03/26 | X   | 💿  |       |                              |                                                                              |
| Ovocňáci                                      | 1994/04/03 |     |     |       | Spojené království           |                                                                              |
| Pablo a jaguár                                | 1980/05/24 |     |     |       |                              |                                                                              |
| Pan Duha                                      | 1988/10/03 | ▶   |     |       |                              |                                                                              |
| Pan Huu                                       | 1991/12/28 |     |     |       |                              |                                                                              |
| Pan malíř Puntík                              | 1967/01/05 |     |     |       |                              |                                                                              |
| Panáček Bomiňa a panenka Palele               | 1983/04/17 |     |     | 📖    |                              |                                                                              |
| Panáček Paneláček                             | 1986/08/26 | X   | 💿  | 📖    |                              |                                                                              |
| Pardoubek a Žambourek                         | 1971/04/01 |     |     |       |                              |                                                                              |
| Pasáček Asaf                                  | 1996/12/18 |     |     |       |                              |                                                                              |
| Pásli ovce Valaši                             | 1972       |     | 💿  | 📖    | Slovensko                    | Pásli ovce valasi                                                            |
| Pastýřka a kominíček                          | 2020/08/31 | ▶   |     |       |                              |                                                                              |
| Pat a Mat                                     | 1994/04/05 | (▶) | 💿  |       |                              |                                                                              |
| Pat a Mat na venkově                          | 2016/08/21 | X   | 💿  |       |                              |                                                                              |
| Pat a Mat se vrací                            | 2004/08/31 | X   | 💿  |       |                              |                                                                              |
| Pat a Mat v zimě                              | 2019/12/20 | ▶   | 💿  |       |                              |                                                                              |
| Pavlíniny písničky a povídačky                | 1971/01/05 | X   |     |       |                              |                                                                              |
| Pavouk                                        | 1994/09/12 |     |     |       | Spojené království           | Spider!                                                                      |
| Pařízek a Parůžek                             | 1977/02/06 |     |     |       |                              |                                                                              |
| Pepa Bublina                                  | 1973/03/12 |     |     |       |                              |                                                                              |
| Perly                                         | 1980/12/24 |     |     |       |                              |                                                                              |
| Pes Filipes a spol.                           | 1969/01/26 |     |     |       | Spojené státy americké       | Příběhy psa Filipsa, Pes Filipes, The Huckleberry Hound Show                 |
| Pes Poldík                                    | 1984/10/22 |     |     |       | Spojené království           | Towser                                                                       |
| Pes, kocour a ...                             | 1985/10/14 |     |     |       | Polsko                       | Pes, Kočka a ..., Kot, pies i...                                             |
| Pestrý život jedné kočky                      | 1990/06/18 | ▶   |     |       |                              |                                                                              |
| Pěšinka a mrzoutek                            | 1994/07/25 |     |     |       | Spojené království           |                                                                              |
| Pět draků vodáků                              | 1981/08/26 | X   |     |       |                              |                                                                              |
| Petřík a Lucinka v zemi pampelišek            | 1985/04/13 |     |     |       | Slovensko                    | Petrík a Lucka v krajine púpav                                               |
| Piháček                                       | 1972/05/10 |     |     |       | Slovensko                    | Peháčik                                                                      |
| Piháček na venkově                            | 1976       |     |     |       |                              |                                                                              |
| Pingu                                         | 1992/04/01 | X   | 💿  |       | Švýcarsko                    | (název je stejný jako v původním znění)                                      |
| Pinocchiova dobrodružství                     | 1973/01/03 | X   |     |       |                              |                                                                              |
| Plstěné pohádky                               | 1978/03/03 |     |     |       |                              |                                                                              |
| Podivná přání telátka Kopejtka                | 1982/08/12 | X   |     |       |                              |                                                                              |
| Podivuhodná cesta ježka Aladina               | 2009/02/23 | X   | 💿  |       |                              |                                                                              |
| Podivuhodné příběhy Šimona a Penelopky        | 1991/12/14 |     |     |       |                              |                                                                              |
| Pohádkový dědeček                             | 1980/10/18 |     |     | 📖    |                              |                                                                              |
| Pohádkový poklad                              | 1996/10/23 |     |     |       |                              |                                                                              |
| Pohádky banánových ostrovů                    | 1974/05/26 |     |     |       |                              |                                                                              |
| Pohádky Bolka a Lolka                         | 1977/03/18 |     | 💿  |       | Polsko                       | Bajki Bolka i Lolka                                                          |
| Pohádky dědečka Cypriána                      | 1976/03/07 |     |     |       |                              |                                                                              |
| Pohádky do postýlky                           | 1983/01/15 |     |     |       | Slovensko                    | Minirozprávky do postieľky                                                   |
| Pohádky na přání                              | 1968       | X   |     |       |                              |                                                                              |
| Pohádky námořníka Ferdy                       | 1972/06/13 |     |     |       |                              |                                                                              |
| Pohádky o mašinkách                           | 1987/10/25 | X   | 💿  | 📖    |                              |                                                                              |
| Pohádky o ztracených zoubcích                 | 1995/11/04 |     |     |       | Francie · Spojené království | Souris, souris, Tales of the Tooth Fairies                                   |
| Pohádky opeřeného hada                        | 1980/07/03 |     |     |       |                              |                                                                              |
| Pohádky ovčí babičky                          | 1966/09/04 | ▶   | 💿  | 📖    |                              |                                                                              |
| Pohádky pod stromeček                         | 1989/12/07 |     |     |       | Slovensko                    | Rozprávky pod stromček                                                       |
| Pohádky pro benjamínky silničního provozu     | 1984/04/12 |     |     |       |                              |                                                                              |
| Pohádky pro Kačenku                           | 1976/05/16 |     |     |       |                              |                                                                              |
| Pohádky pro oslíka                            | 1978/09/27 |     |     |       | Slovensko                    | Rozprávky pre somárika                                                       |
| Pohádky pro pejska                            | 1974/09/22 |     |     |       |                              |                                                                              |
| Pohádky pro psa                               | 1972/10/04 |     |     |       |                              |                                                                              |
| Pohádky pro štěňátka                          | 2011/02/27 | ▶   | 💿  |       |                              |                                                                              |
| Pohádky rýžového klasu                        | 1975       |     |     |       |                              |                                                                              |
| Pohádky skřítka Zavřiočka                     | 1967       |     |     |       |                              |                                                                              |
| Pohádky strýčka Jedličky                      | 1975/02/10 |     |     |       |                              |                                                                              |
| Pohádky stříbrného carství                    | 1976/11/08 | X   |     |       |                              |                                                                              |
| Pohádky tety Boženky                          | 1967/01/03 | X   |     |       |                              |                                                                              |
| Pohádky z dalekých zemí                       | 1979       |     |     |       |                              |                                                                              |
| Pohádky z děravé kapsy                        | 1979       |     |     |       |                              |                                                                              |
| Pohádky z iglú                                | 1974/10/23 |     |     |       |                              |                                                                              |
| Pohádky z Japonska                            | 1972/07/24 |     |     |       |                              |                                                                              |
| Pohádky z květináče                           | 1978/11/14 | X   |     |       |                              |                                                                              |
| Pohádky z lipových špalíčků                   | 1981/07/24 | X   |     |       |                              |                                                                              |
| Pohádky z mechu a kapradí                     | 1968/10/06 | (▶) | 💿  | 📖    |                              |                                                                              |
| Pohádky z papíru                              | 1971/04/18 |     |     |       |                              |                                                                              |
| Pohádky z Polska                              | 1979       |     |     |       |                              |                                                                              |
| Pohádky z první třídy                         | 1987/08/24 |     |     |       |                              |                                                                              |
| Pohádky z Větrné Lhoty                        | 1985/11/21 | X   | 💿  | 📖    |                              |                                                                              |
| Pohádky ze šípkového keře                     | 1973/04/11 | ▶   |     |       |                              |                                                                              |
| Pohádky ze všech konců světa                  | 1967       |     |     |       |                              |                                                                              |
| Polské báchorky                               | 1975/04/03 |     |     |       |                              |                                                                              |
| Poslední drak                                 | 1989/06/18 |     |     |       |                              |                                                                              |
| Povídání o mamince a tatínkovi                | 2016/03/23 | ▶   | 💿  | 📖    |                              |                                                                              |
| Povídání z bílých strání                      | 1982/02/01 | X   |     |       |                              |                                                                              |
| Pozor, bonbón                                 | 1993/01/31 |     |     |       |                              |                                                                              |
| Prasátko Rochátko                             | 1974/06/10 |     |     |       | Slovensko                    | O prasiatku Kvičkovi                                                         |
| Princezna z Kloboukových hor                  | 2008/10/09 | ▶   | 💿  | 📖    |                              |                                                                              |
| Pruhovaní kamarádi                            | 1998/12/16 | X   | 💿  | 📖    |                              |                                                                              |
| Průšviháři                                    | 1995/02/22 |     |     |       | Spojené království           |                                                                              |
| Přátelé z džungle                             | 1996/08/03 |     |     |       | Spojené království           | The Junglies                                                                 |
| Přeslička a Prokůpek                          | 1974/03/25 |     |     |       |                              |                                                                              |
| Přešívané pohádky                             | 1974       |     |     |       |                              |                                                                              |
| Příběhy čokoládového panáčka                  | 1976/11/21 | X   |     |       |                              |                                                                              |
| Příběhy kolem nás                             | 1978/04/24 |     |     |       |                              |                                                                              |
| Příběhy otce bobra                            | 1996/02/21 |     |     |       | Francie · Kanada             | Les histoires du Père Castor, Papa Beaver's Storytime                        |
| Příběhy požární stanice                       | 1980/08/01 |     |     |       |                              |                                                                              |
| Příběhy telátka Kopejtka                      | 1974/10/15 | X   |     |       |                              |                                                                              |
| Příběhy včelích medvídků                      | 1984/12/23 | X   | 💿  | 📖    |                              |                                                                              |
| Příběhy z manéže                              | 1976/09/03 | ▶   |     |       |                              |                                                                              |
| Příběhy z medové stráně                       | 1975/09/22 | X   |     |       |                              |                                                                              |
| Příhody Frnka a Pírka                         | 1982/06/27 |     |     |       | Slovensko                    | Príhody vrabčiakov Žmurka a Frnka                                            |
| Příhody kapitána Pöttkena                     | 1966/12/22 |     |     |       | Německo                      | Hein Pöttgen                                                                 |
| Příhody kocoura Bobka                         | 1976/09/29 |     |     |       |                              |                                                                              |
| Příhody kocoura Damiána                       | 1966/02/06 |     |     | 📖    |                              |                                                                              |
| Příhody kocourka Damiána                      | 1988/03/13 | X   | 💿  | 📖    |                              |                                                                              |
| Příhody malého klouzka                        | 1991/09/15 |     |     |       | Polsko                       |                                                                              |
| Příhody mluvících zvířátek                    | 1968       |     |     |       | Německo                      |                                                                              |
| Příhody opičáka Hanumana                      | 1979/06/19 |     |     |       |                              |                                                                              |
| Příhody skřítka Dzina                         | 1978/12/17 |     |     |       |                              |                                                                              |
| Příhody z našeho domu                         | 1977/02/20 |     |     |       |                              |                                                                              |
| Psí kusy                                      | 1991/10/05 |     |     |       |                              |                                                                              |
| Psí trampoty                                  | 1993/04/17 |     |     |       |                              |                                                                              |
| Pták Gabo                                     | 1993/10/08 |     |     |       | Slovensko                    | Vták Gabo                                                                    |
| Pučálkovic Amina                              | 2004/12/14 | X   | 💿  |       |                              |                                                                              |
| Putování pana Ťapka                           | 1978       |     |     |       |                              |                                                                              |
| Putování skřítka Hajáska                      | 1980/12/11 | X   | 💿  | 📖    |                              |                                                                              |
| Putování za švestkovou vůní                   | 1998/12/26 | X   |     | 📖    |                              |                                                                              |
| Radovanovy radovánky                          | 1989/03/17 | X   | 💿  | 📖    |                              |                                                                              |
| Rákosníček a hvězdy                           | 1977/12/21 | X   | 💿  | 📖    |                              |                                                                              |
| Rákosníček a jeho rybník                      | 1983/12/23 | X   | 💿  | 📖    |                              |                                                                              |
| Rákosníček a povětří                          | 1989/02/13 | X   | 💿  | 📖    |                              |                                                                              |
| Rámusíci                                      | 1972/08/02 |     | 💿  |       | Spojené království           | The Clangers                                                                 |
| Richard Sloní srdce                           | 1986/07/31 | X   |     |       |                              |                                                                              |
| Robertek a Zulajda                            | 1981/10/24 |     |     |       |                              |                                                                              |
| Robot mezi námi                               | 1991/08/26 |     |     |       |                              |                                                                              |
| Rodina Nessových                              | 1987/04/01 |     | 💿  |       | Spojené království           | Rodina Nessova, The Family Ness                                              |
| Rok se skřítkem Vítkem                        | 1990/04/15 | X   | 💿  |       |                              |                                                                              |
| Rybář Holátko                                 | 1989/06/28 |     |     |       | Maďarsko                     | A nagy Ho-Ho-Ho-Horgász                                                      |
| Říkání o víle Amálce                          | 1975/01/06 | ▶   | 💿  | 📖    |                              |                                                                              |
| Sádlík a Hryz                                 | 1987/04/21 |     |     |       |                              |                                                                              |
| Samá voda                                     | 1977/01/17 |     |     |       |                              |                                                                              |
| Saturninova dobrodružství                     | 1971/10/19 |     |     |       | Francie                      | Les aventures de Saturnin                                                    |
| Sedm havránků                                 | 1983/10/03 |     |     |       |                              |                                                                              |
| Sedmibarevný týden                            | 1980       |     |     |       |                              |                                                                              |
| Sedmives aneb Růžová holčička                 | 1980/07/17 | ▶   |     |       |                              |                                                                              |
| Sedmkrát o Honzovi                            | 1977/06/14 |     |     |       |                              |                                                                              |
| Severské pohádky                              | 1972/08/16 |     |     |       |                              |                                                                              |
| Skřítkova dobrodružství                       | 1984/08/10 |     |     |       | Slovensko                    | Škriatkove dobrodružstvá                                                     |
| Slavný lovec Pampalini                        | 1978/06/24 |     | 💿  |       | Polsko                       | Vzpomínky slavného lovce, Pampalini łowca zwierząt                           |
| Slon Dominik                                  | 1976/11/14 |     |     |       |                              |                                                                              |
| Sluneční panenka a dešťový panáček            | 1988/09/19 | ▶   |     |       |                              |                                                                              |
| Sněhová královna                              | 1966/11/27 |     |     |       |                              |                                                                              |
| Sněžný muž Hugo                               | 1988/04/19 | ▶   | 💿  |       |                              | Hugo z hor                                                                   |
| Sněhulíci                                     | 1985/02/26 |     |     |       | Slovensko                    | Snehuľkovia                                                                  |
| SOSáci                                        | 2005/08/08 |     |     |       |                              |                                                                              |
| Srbské pohádky                                | 1976/08/20 |     |     |       |                              |                                                                              |
| Statečný Ušáček                               | 1973       |     |     |       |                              |                                                                              |
| Strašidla na Kulíkově                         | 2010/12/08 | ▶   | 💿  | 📖    |                              |                                                                              |
| Strašidelná romance                           | 1973/05/30 | X   |     |       |                              |                                                                              |
| Strašidýlko Fanfulínek                        | 1972/03/26 | X   |     |       |                              | O strašidýlku Fanfulínkovi                                                   |
| Šavlojedy                                     | 1977/01/04 | X   |     |       |                              |                                                                              |
| Šibal                                         | 1993/05/18 |     |     |       |                              |                                                                              |
| Štaflík a Špagetka                            | 1971/11/14 | (▶) | 💿  | 📖    |                              |                                                                              |
| Štěpánčin domek na kolech                     | 1973/07/01 |     |     |       |                              |                                                                              |
| Štuclinka a Zachumlánek                       | 1999/04/04 | X   |     | 📖    |                              |                                                                              |
| Tam, kde vychází slunce                       | 1971/08/30 |     |     |       |                              |                                                                              |
| Tarbíci                                       | 2012/01/14 | ▶   |     | 📖    |                              |                                                                              |
| Terezka v nesnázích aneb Hopkin zasahuje      | 1991/02/16 | (▶) |     |       |                              |                                                                              |
| Tip a Tap                                     | 1979/04/02 | X   | 💿  |       | Belgie                       | Příběhy Tipa a Tapa, Tip en Tap                                              |
| To si piš, je to myš!                         | 2013/10/30 | ▶   |     |       |                              |                                                                              |
| Tom a Jerry                                   | 1989/11/24 |     | 💿  |       | Spojené státy americké       | Tom and Jerry                                                                |
| Toronto Tom                                   | 1999/09/27 | X   |     | 📖    |                              | Toronto Tom, kocour z Ameriky                                                |
| Tři bratři a Josefína                         | 1992/07/17 |     |     |       |                              |                                                                              |
| Tři prasátka                                  | 2010/01/04 | ▶   |     |       |                              |                                                                              |
| Tři svišti                                    | 1981/06/15 |     |     |       | Slovensko                    | Tri svište                                                                   |
| Třída jako řemen                              | 1992/07/01 | X   |     |       |                              |                                                                              |
| Tukaní odborníci                              | 1994/08/15 |     |     |       | Spojené království           | Toucan Tecs                                                                  |
| Tuláček                                       | 1997/12/17 | X   | 💿  | 📖    |                              |                                                                              |
| Týnka a knížkový Petr                         | 1977/09/01 |     |     |       |                              |                                                                              |
| U nás v Kocourkově                            | 1970       |     |     | 📖    |                              |                                                                              |
| Učedník kouzelníka Čáryfuka                   | 1986/03/01 |     |     |       |                              |                                                                              |
| Únos Baltazara Houbičky                       | 1979/06/26 |     |     |       | Polsko                       | Porwanie Baltazara Gąbki                                                     |
| Uzlík a Mazlík                                | 1974       | ▶   |     |       |                              |                                                                              |
| Vánoční koledy                                | 2001/12/21 | X   | 💿  |       |                              |                                                                              |
| Ve dvou se to lépe táhne                      | 1982/07/04 | X   |     |       |                              |                                                                              |
| Velká perníková pohádka                       | 1978/03/20 |     |     |       |                              |                                                                              |
| Velryba Decimálka                             | 1989/01/05 | ▶   |     | 📖    |                              | Velryba Decimálka, Pik a Kvik                                                |
| Velrybí domov                                 | 1990/11/19 |     |     |       |                              |                                                                              |
| Vietnamské pohádky                            | 1972/09/01 |     |     |       |                              |                                                                              |
| Viktor a Horác                                | 1975/01/22 |     |     |       | Francie                      | Victor et Horace                                                             |
| Viky, sůva z nudlí                            | 2024/03/25 | ▶   | 💿  |       |                              |                                                                              |
| Vilík ucho sem, ucho tam                      | 1992/05/03 | X   |     |       |                              |                                                                              |
| Vlaštovičky                                   | 1977/01/30 | ▶   |     |       |                              |                                                                              |
| Vodník Čepeček                                | 1985/12/11 | ▶   | 💿  | 📖    |                              |                                                                              |
| Vodouch a jeho kamarádi                       | 1985/08/02 |     |     |       | Maďarsko                     | Vízipók-csodapók                                                             |
| Volbeci                                       | 1994/05/26 |     |     |       | Francie · Švýcarsko          | Les Volbecs                                                                  |
| Vosa Marcelka                                 | 2012/09/01 | ▶   |     |       |                              |                                                                              |
| Vydrýsek                                      | 2003/01/05 | ▶   | 💿  | 📖    |                              |                                                                              |
| Vynálezce Alva                                | 2012/11/24 | ▶   | 💿  | 📖    |                              |                                                                              |
| Vynálezce Dobromír                            | 1977       |     |     |       | Polsko                       | Pomysłowy Dobromir                                                           |
| Vynálezy pana Bartoloměje                     | 1990/08/02 |     |     |       |                              |                                                                              |
| Z deníku opičáka Maka                         | 1992/05/29 |     |     |       |                              |                                                                              |
| Z deníku žáka III.B aneb Edudant a Francimor  | 1993/12/30 | X   |     | 📖    |                              |                                                                              |
| Z klokaní kapsy                               | 1985/10/07 | ▶   |     |       |                              |                                                                              |
| Záhada kostěného knoflíku                     | 1967/04/13 |     |     |       |                              |                                                                              |
| Zahrádka pod hvězdami                         | 2017/12/17 | (▶) | 💿  | 📖    |                              |                                                                              |
| Zajíček Vrtulníček                            | 1981/03/22 |     |     |       | Maďarsko                     | A kockásfülü nyúl                                                            |
| Zázraky bez čarování                          | 1982/06/06 |     |     |       |                              |                                                                              |
| Ze slovenských pohádek                        | 1973       |     |     |       |                              |                                                                              |
| Ze sovětské tvorby pro nejmenší               | 1981/04/28 |     |     |       | Sovětský svaz                |                                                                              |
| Ze života čápů                                | 1994/10/22 |     |     |       | Německo                      |                                                                              |
| Ze života rodiny Horáčkovy                    | 1995/03/07 | X   |     |       |                              |                                                                              |
| Zmatky kluka Zmatlíka                         | 1985/07/13 | ▶   |     |       |                              |                                                                              |
| Znovu u Spejbla a Hurvínka                    | 1974/12/23 | ▶   | 💿  |       |                              |                                                                              |
| Zvonky                                        | 1984/03/19 |     |     |       |                              |                                                                              |
| Žížaláci                                      | 2009/09/21 | ▶   | 💿  | 📖    |                              |                                                                              |
| Žofka a spol.                                 | 1988/12/30 | ▶   | 💿  | 📖    |                              | Žofka a její dobrodružství                                                   |
| Žofka ředitelkou zoo                          | 1996/12/22 | X   | 💿  | 📖    |                              |                                                                              |

Ve večerníčkovské DVD edici byly zařazeny i seriály, které nebyly odvysílány jako Večerníček:
- Bolek a Lolek mezi horníky (Polsko)
- Ferda Mravenec
- Hurvínkův rok
- Míša Kulička
- O štěňátku (Příběhy cvrčka a štěňátka)
- Povídání o pejskovi a kočičce
- Příhody Bolka a Lolka (Bolek a Lolek: Úžasná dobrodružství, Polsko)
- Říkadla Josefa Lady[219]
- Skopičiny a malůvky mistra Libora Vojkůvky
- Z deníku kocoura Modroočka (Příběhy kocoura Modroočka)

Česká televize zařazuje mezi večerníčky i seriál Méďové na cestách  z roku 2013 odvysílaný mimo pásmo večerníčku, který se svojí délkou do večerníčkového formátu nevešel.